# Primula pedemontana
Primula pedemontana es una especie perteneciente a la familia de las primuláceas. 

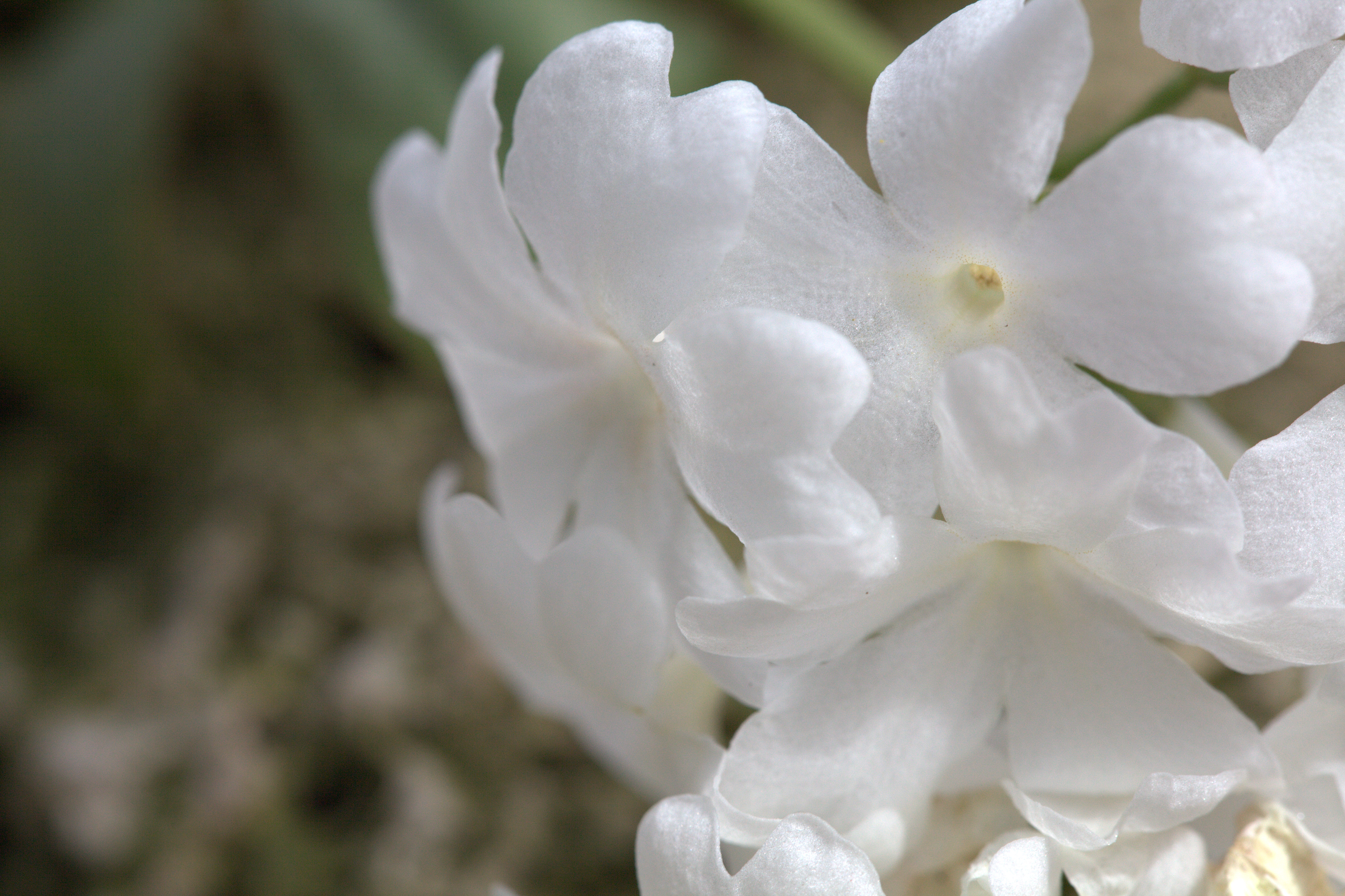
Inflorescencia

## Descripción
Es una planta perenne, escaposa, no farinosa. Las hojas más largas de 2-4(10) cm; limbo 1,5-4 x 1-1,7 cm, con su máxima anchura hacia el centro, de obovado a anchamente lanceolado, con pilosidad densa de pelos glandulíferos cortos, de hasta 0,1-0,2 mm, con célula terminal esférica u obovoide, que en ejemplares desecados resulta cocleariforme. Escapo más largo que las hojas; brácteas 1,5- 4 mm, de orbiculares a estrechamente ovadas, romas, escariosas. La inflorescencia con 1-25 flores. Flores con pedicelo 1,5-6 mm en la antesis, de hasta 20 mm en la fructificación. Cáliz 3-6 mm; dientes de longitud 1/5-2/5 de la del cáliz. Corola 20-30 mm de diámetro, de color rosa intenso, con garganta blanca. Fruto ovoide o esferoidal.

## Distribución y hábitat
Se encuentra en roquedos, en pedreras y pedregales silíceos y en grietas de roca, solo sobre silicatos y conglomerados; a una altitud de 1700-2300 metros, en los Alpes occidentales. Parte central de la cordillera Cantábrica, al NW de Palencia.

## Taxonomía
Primula pedemontana fue descrita por E.Thomas ex Gaudin y publicado en Fl. Helv. 2: 91 (1828)
Etimología
Primula: nombre genérico que proviene del latín primus o primulus = "primero", y refiriéndose a su temprana floración. En la época medieval, la margarita fue llamada primula veris o "primogénita de primavera".
pedemontana: epíteto  geográfico que alude a su localización en Piamonte.
Citología
El número de cromosomas es de: 2n = 62*.
Sinonimia
- Auricula-ursi pedemontana (Thomas ex Gaudin) Soják[5]